# Bizacena
Bizacena ali Bizacij (starogrško Βυζάκιον, latinizirano: Bizákion) je bila poznorimska provinca v osrednjem delu rimske severne Afrike, odcepljena od prokonzulske Afrike. 

## Zgodovina
Konec 3. stoletja n. št. je rimski cesar Dioklecijan (vladal 284–305) razdelil veliko rimsko provinco Afriko na tri manjše province: Zevgitano na severu, ki jo še vedno upravlja prokonzul, Bizaceno južno od nje in Tripolitanijo na ozemlju jugovzhodne Tunizije in  severozahodne Libije. Bizacena je približno ustrezala sodobni tunizijski regiji Sahel. 
Glavno mesto novonastale province, katere guverner je imel položaj konzula, je postal Hadrumetum (sodobni Sousse). V tem obdobju je bila metropolitska nadškofija Bizacena za veliko metropolijo Kartagino najpomembnejša v rimski severni Afriki zahodno od Egipta in je spadala od aleksandrijskega  patriarha. 